# Kyryło Dihtiar
Kyryło Serhijowycz Dihtiar, ukr. Кирило Сергійович Дігтярь (ur. 27 listopada 2007 w Charkowie) – ukraiński piłkarz występujący na pozycji pomocnika lub obrońcy w klubie Metalist Charków.

## Kariera klubowa
Wychowanek klubów UFK-Olimpik Charków i Metalist Charków, barwy których bronił w juniorskich mistrzostwach Ukrainy (DJuFL). Karierę piłkarską rozpoczął 3 maja 2023 roku w podstawowej drużynie Metalist Charków w meczu Premier-lihi przeciwko SK Dnipro-1 i w wieku 15 lat i 158 dni został najmłodszym piłkarzem w historii ukraińskiej najwyższej klasy rozgrywkowej. Jesienią 2024 roku słynny brytyjski dziennik The Guardian sporządził oryginalny ranking najbardziej utalentowanych piłkarzy na świecie urodzonych w 2007 roku, w którym znalazło się łącznie 60 graczy, w tym ukraiński obrońca Metalista Kyryło Dihtiar.

## Kariera reprezentacyjna
Występował w juniorskiej i młodzieżowej reprezentacji Ukrainy.

## Sukcesy

### Sukcesy reprezentacyjne
Ukraina U-19
- brązowy medalista Mistrzostw Europy U-19: 2024